# Obatalá
Oxalá (em iorubá: Òrìsànlá), também chamado Obatalá (em iorubá: Obàtálá), é o criador da humanidade, na mitologia iorubá e religiões Candomblé e Umbanda. Foi o primeiro Orixá criado por Olodumarê, sendo o próprio Oxalufã, Grande Orixá Rei de Vestes Brancas, raiz de todos os outros Orixás. É o pai de Oxaguiã, tão grande e poderoso é Obatalá que sua palavra transforma-se, imediatamente, em realidade.
Representa a massa de ar, as águas frias e imóveis do começo do mundo, controla a formação de novos seres humanos, é o senhor dos vivos, preside o nascimento. Ele deu a palavra ao homem e durante suas festas não se fala, durante três semanas tudo é silêncio, pois a palavra é dele. É este orixá que é o responsável por moldar os corpos dos seres humanos, mas quem os dá a vida com o sopro divino (emi) é o Ser Supremo Olódùmarè.

## O mito da Criação
Oxalá, ou Obatalá, recebeu a tarefa de criar a Terra, mas falhou na tarefa ao se embriagar com vinho de palma. Sua irmã Oduduwa, aproveitou a oportunidade, pegou a bolsa que o pai Olódùmarè dera a Oxalá/Obatalá para ajudá-lo e a usou para criar terras no oceano primordial. Odudwa fez um trabalho tão bom que Olódùmarè lhe concedeu o título de "Deusa da Terra". 
Oxalá, ou Obatalá, é o filho de Olódùmarè, o criador do universo. Depois de criado o universo e a terra em específico; depois de milhares de anos Olódùmarè resolveu dar vida a terra (Ayé) e enviou seu filho direto "Obatalá" para esse fim à terra que até então era composta de água, falha na criação da terra por ter se embriagado. Como punição pela negligência em uma tarefa importante, Oxalá/Obatalá recebeu do pai Olódùmarè o trabalho de criar os seres humanos, recebendo o título de escultor da humanidade.
"Agora Olodumare [o ser supremo] uma vez chamou Obatala e disse-lhe que o amaria para ajudar na criação de seres humanos que viveriam no mundo que ele estava prestes a criar. Isso porque, como ele (Olodumare) disse ainda, ele iria não como o mundo que ele planejava criar para existir sem seres humanos." 
Para criar a humanidade, Oxalá/Obatalá pega o saco da criação contendo uma "longa corrente de ouro, uma concha de caracol cheia de areia, uma galinha (da angola, ou preta), um gato preto e uma noz de palmeira"  e desce até a ponta das correntes de água. Então, solta a galinha que espalha a areia da concha de caracol, dando desta maneira forma ao relevo, continentes, montes; depois, planta palmeiras e dendê para criar florestas. Enquanto Obatala trabalhava contente em sua tarefa - em algumas narrativas com a ajuda de Osun (Oxum), noutras com ajuda de Nanã), ele teve sucesso em criar seres humanos com água e barro. Mas durante este processo novamente ficou bêbado com muito vinho de palma, criado a partir da floresta de palmeiras, e acabou por criar seres humanos com deficiências. Quando ficou sóbrio e percebeu o que fez, jurou nunca mais beber e proteger as pessoas com deficiência. Obtendo sucesso a partir daí, a humanidade criada por Oxalá/Obatalá recebeu o Axé (Àṣẹ), uma faca de cobre e uma enxada de madeira, e prosperou. Devido a esta sua reinvenção e superação, ele recebeu ascendência sobre os seres humanos. Quando as pessoas têm um grande problema de saúde é a este Orixá que se pode recorrer; claro que dependendo do tipo de doença que seja, podemos recorrer também a outros Orixás. Obatalá é quem rege tudo o que é "branco" sobre a terra, em sentidos figurativos, como a pureza.
De acordo com as tradições orais de Ifé, o humano mortal de nome Obatala foi fundador e rei do Reino de Ifé durante seu período clássico. Sua posição como rei foi desafiada pelo irmão Oduduwa, que assumiu a liderança da cidade por um breve momento. No entanto, Obatala conseguiu sair vitorioso na disputa e isso levou ao assassinato de seu rival Oduduwa e à recuperação de seu trono. A compreensão das qualidades do orixá Obatalá foi incorporada a história deste Obatalá humano que governou em Ifé, após sua deificação póstuma. Assim, o humano Obatala que era o rei em Ifé foi admitido no panteão Iorubá como um aspecto desta divindade primordial de mesmo nome. 

## Na África

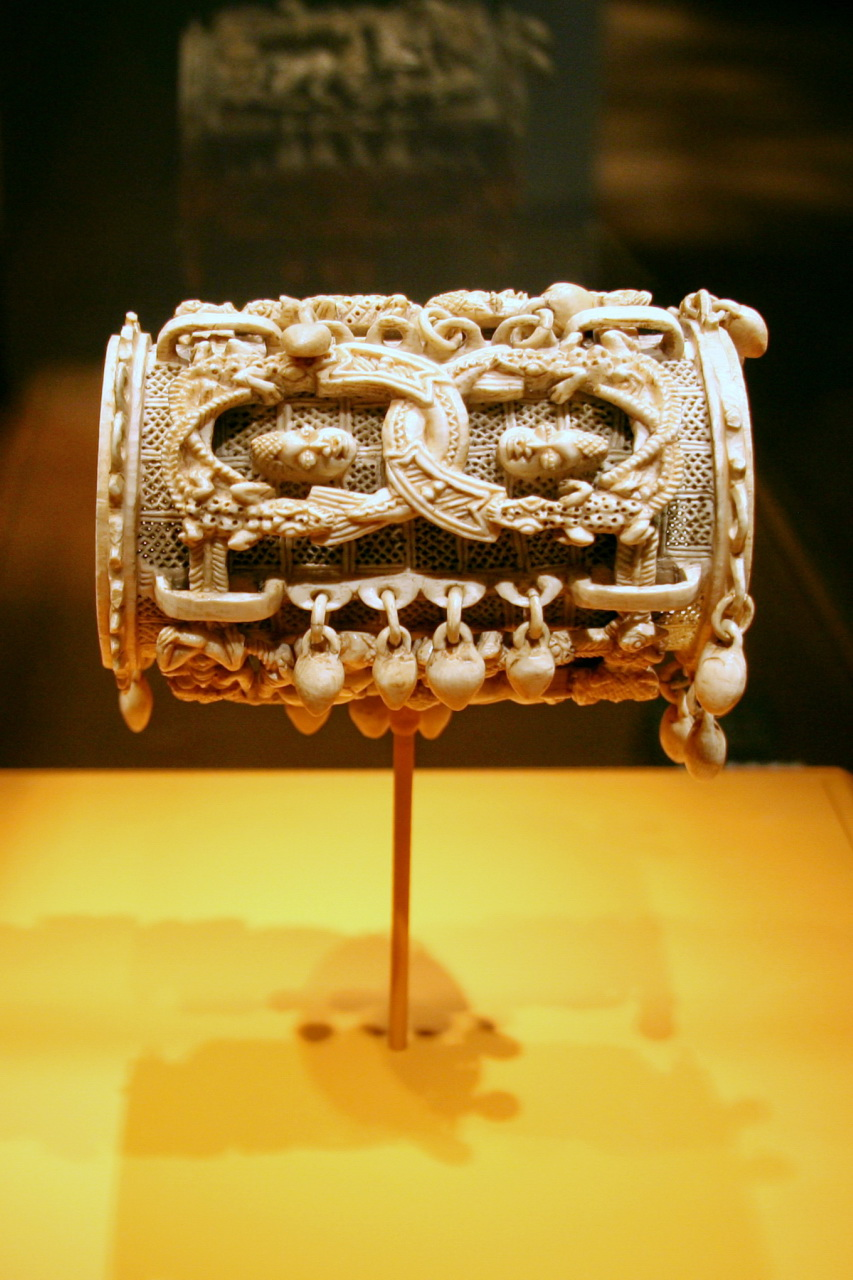
O branco é a cor simbólica de Obatalá e pode combinar com o uso de marfim para esta pulseira

### Oxalá/Obatalá divindade
Uma avaliação minuciosa da religião tradicional iorubá mostra que cada uma das 201 divindades é entendida por seus descendentes e adeptos como tendo tido parte na criação da terra. Isso sugere que o começo do mundo é um aspecto da cosmogênese iorubá associado a inúmeras divindades nos panteões iorubás, para além do papel desenvolvido especificamente pelos irmãos Oxalá/Obatala e Oduduwa.

### Obatalá Mortal
"Oba Obatala" foi o fundador e o Rei de Ile-Ife, daí a denominação, Olufe. Seu reinado foi interrompido por uma usurpação liderada por Oduduwa e seus apoiadores como Obameri, Obadio, Aloran, Ejio e Apata. No entanto, Obatala foi capaz de facilitar a morte de Oduduwa e recuperar seu trono como rei de Ile-Ife com a ajuda de sua base de apoio composta por Oluorogbo, Orunmila, Akire, Obalufon Ogbogboinrin (Obamakin), Owa Ilare e muitos outros. Isso é reencenado todos os anos no festival de Obatala em Ife e nos ritos de coroação de Ooni, que indicam a posse da coroa, trono e autoridade de Obatala. No final das contas, após a guerra entre Obatalá de um lado e Oduduwa do outro, este último perdeu e seu apoio se dispersou. Assim, levando a um governo rotativo entre as linhagens de Obatala e Obalufon Ogbogbodinrin (Obamakin) que o sucedeu. Isso vigorou até que um golpe conduzido por Lajamisan, um descendente de Oranfe, interrompeu a estrutura governante. 
Obatalá - Obá (rei) alá (branco)

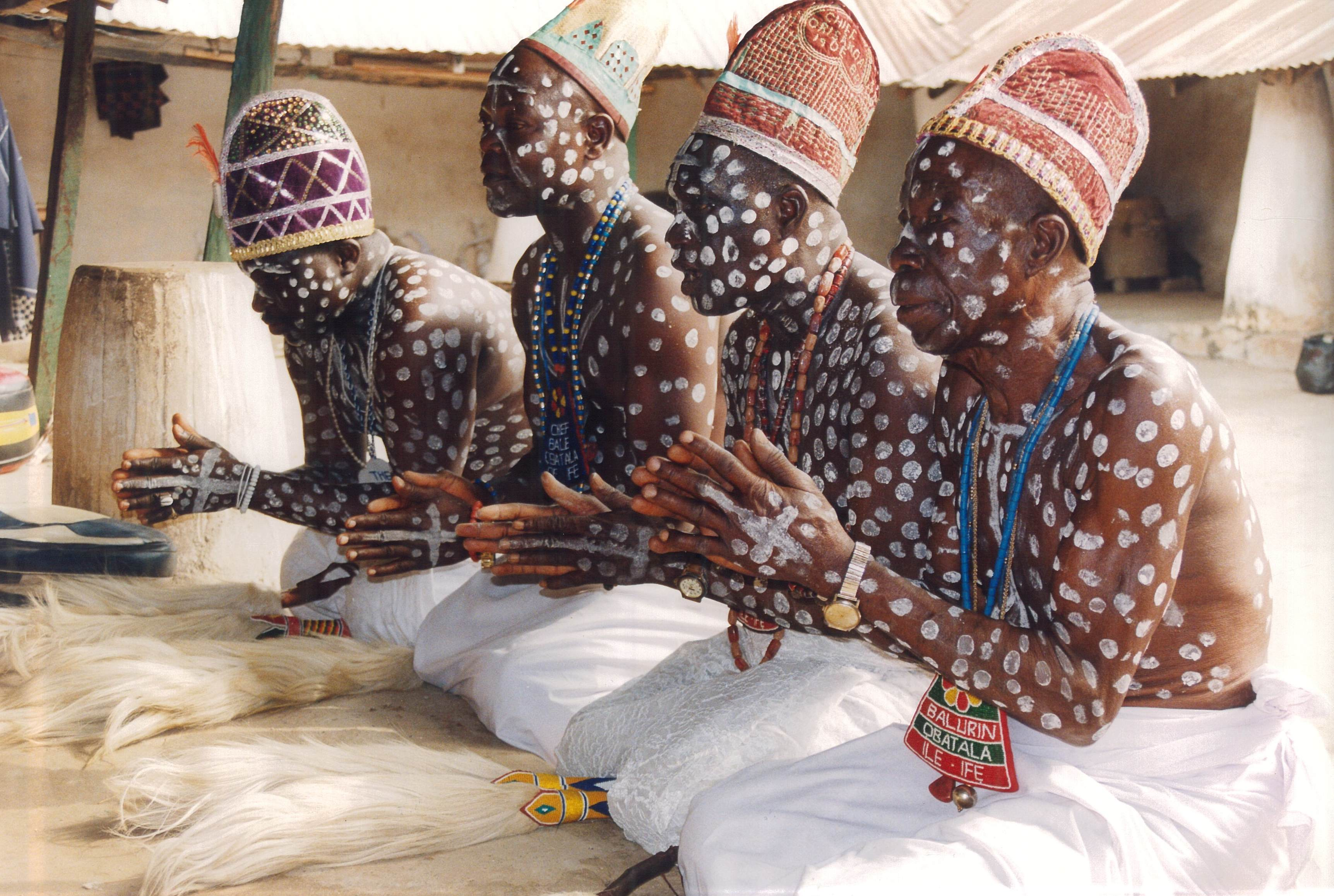
Sacerdotes de Obatalá em seu templo em Ilê-Ifé

Orixanlá, Orixalá é o primeiro orixá funfum nascido diretamente de Olorum (DEUS) (tudo desses orixás é de cor branca).
O Reverendo Samuel Johnson, no livro "The History of the Yorubas", Lagos, 1937, escreve:
"Orixalá é encarregado do poder criador e é considerado um cotrabalhador de Olorum. Supõe-se que o homem tenha sido feito por Deus e modelado por Orialá. Seus adeptos se distinguem pelo uso de colares de contas brancas e pelas roupas brancas. Não podem beber vinho de palmeira. Os sacrifícios por eles oferecidos não podem conter sal. Os albinos, os anões, os estropiados e os corcundas são considerados sagrados por esse orixá.
orixála é o nome comum, conhecido e adorado em diversas cidades e sob diversos nomes: Oluofim em Iuofim, Orixacô em Ocô, Orixaquirê em Iquirê, Orixaguiã em Ejibó, Orixaeguim em Ou, Orixajaiê em Ijaiê, Obatalá em Obá."
Existe um Festival anual de Obatalá na cidade de Ilê-Ifé, estado de Oxum, na Nigéria. O festival acontece na segunda quinzena de janeiro no Obatalá Holytemple e reune grande um número de iniciados em Obatalá da Nigéria e de outros países. O Festival acontece no Obatalá Holytemple (segundo templo de Obatalá na história) e também no lugar sagrado conhecido como primeiro templo).

## Oferendas e rituais
Em termos de oferenda aos orixás, os orixás fêmeas (Iabás) "comem" animais fêmeas, enquanto os orixás machos (Borós) "comem" animais machos. Porém, tradicionalmente, Orisa Obatalá aceita sacrifícios caramujos/caracóis ("igbin") e de fêmeas de animais em sua homenagem (principalmente, galinha d'angola - "etu"). Bastide  comentou sobre as características andróginas de Obatalá como uma explicação de por que este orixá aceita animais fêmeas como oferendas. Segundo alguns sacerdotes, porém, Obatalá não tem sexo, pois, segundo os mitos, é o Pai da Criação. Oxalá/Obatala é portanto equivalente ao Deus cristão, que também não tem sexo específico. A visão, no entanto, é contestada por diversos estudiosos e religiosos que reforçam que Obatala é um Orisa masculino e que é um dos Orisa que participaram da criação do espaço físico - o "Aiye", sob os desígnios de Olodumare - o criador, divindade suprema do povo Yoruba.
Ao contrário de outros Orixás, Obatalá só aceita oferendas cozidas em manteiga de karité ("manteiga de Ori"), pois tem aversão ao óleo de dendê. Como qualquer outro Orixá, Obatalá não come propriamente a oferenda, mas consome a energia da oferenda, ou Axé . A expressão "comer" é usada como simbolismo para uma forma espiritual de alimentação. Os orixás não "descem" do plano espiritual para comer (literalmente falando) o animal oferecido. Tradicionalmente, para oferendas a Obatalá, considerado um orixá-funfun (literalmente "orixá branco"), muitos acreditam que os animais a ele oferecidos ou suas partes devem ser completamente brancos, como o sangue branco do molusco chamado Igbin ( Achatina fulica )..

## Oriki (nomes de culto)
- Oluwa Aye - Senhor da Terra
- Alabalashe - Aquele que tem autoridade divina
- Baba Arugbo - Velho Mestre ou Pai
- Baba Araye - Pai de todos os humanos / Mestre de todos os humanos
- Orixanlá  - O Arquiteto / A divindade arquitetônica
- Olufe - Rei de Ifé / Senhor de Ifé
- Oseremagbo - O mágico da criação

## Nas Américas

### CandombléeUmbandanoBrasil
Na Umbanda, é sincretizado com Jesus Cristo. Em linhas de Candomblé menos tradicionais (embranquecidas), é sincretizado com Nosso Senhor do Bonfim; nessa função, é o padroeiro da Bahia. O uso extensivo de roupas brancas, associado ao culto a Oxalá, tornou-se um símbolo do candomblé em geral. Sexta-feira é o dia dedicado ao culto a Oxalá. Uma grande celebração religiosa sincrética da Festa do Bonfim em janeiro em Salvador celebra tanto Oxalá quanto Nosso Senhor do Bonfim; inclui a lavagem dos degraus da igreja com água especial, feita com flores
O caramujo Achatina fulica é utilizado para fins religiosos no Brasil como oferenda a Obatalá. É visto como um substituto para o caramujo gigante africano ( Archachatina marginata ) que é usado na Iorubalândia por serem conhecidos pelo mesmo nome (Igbin, também conhecido como Ibi) tanto no Brasil quanto em Africa. 

### Santería emCuba
Obatalá em Cuba também é conhecido por outros nomes, Obatalá Babbadé, Ochanlá, Báhálúbbó, Alamoréré, veste de branco e suas manifestações são guerreiras.